# Marcelo Cué (cerro)
El Cerro Marcelo Cué es un montículo y otero, no muy elevado, en el borde del Departamento Central con Paraguarí, República del Paraguay. El cerro se encuentra ubicado en la costa oeste del lago Ypoá y en el llano del mismo lago, y el cual pertenece a la jurisdicción del municipio de Nueva Italia (Paraguay). Su pico es de 90 metros sobre el nivel del mar. Acceso al lago y el cerro se logra por la comunidad de Carapeguá.  
En algunas literaturas se le da por conocer como Isla Marcelo Cué, que hace una especie de bahía y canal con el Cerro Valdéz. El cerro presenta poca alteración natural, con cierta deforestación de pastura para actividad ganadera, que es la que se observa en mayor escala en  en las zonas altas de la costa opuesta del lago Ypoá. 